# Egrag
Egrag ili Jegrag (mađ. Egerág, nje. Egrad) selo je u južnoj Mađarskoj.
Zauzima površinu od 13,01km2

## Zemljopisni položaj
Nalazi se na 45° 59' 2" sjeverne zemljopisne širine i 18° 18' 17" istočne zemljopisne dužine. 
Pogan je 2 km zapadno, Sukit je 1km jugozapadno, Ata je 4km južno, Renda je 1 km jugoistočno, Peterda je 3km istočno, Lotar je 3 km sjeverozapadno, Semelj je 1,5 km sjever-sjeverozapadno, Udvar je km sjeverozapadno, a Mišljen je 3 km sjeverno.

## Upravna organizacija
Upravno pripada Pečuškoj mikroregiji u Baranjskoj županiji. Poštanski broj je 7763.

## Promet
Nalazi se 1 km zapadno od željezničke prometnice.

## Stanovništvo
Egrag ima 1004 stanovnika (2001.).

## Vanjske poveznice
- (mađ.) Egerág Önkormányzatának honlapja
- Egrag na fallingrain.com